# 전기가오리 (출판사)
전기가오리(영어: philo-electro-ray)는 대한민국의 1인 출판사다. 철학과 관련된 도서를 약 7000명의 후원자만을 대상으로 매달 전문적으로 출간하고 있다.

## 정체성
전기가오리는 자신을 ‘철학 공부, 번역, 교육과 관련한 문제 해결 집단’으로 소개하고 있다. 구체적으로 후원자 제도로만 운영되는 학문공동체로서 책을 출판하는 그 자체를 넘어 팟캐스트, 공부모임 등을 통해 철학에 대한 지식을 격차없이 모두에게 전달하여 한국 철학계에 의미있는 산물을 남기는 것을 목적으로 한다. 이를 위해 정확하게, 비전공자도 쉽게 이해할 수 있도록 텍스트를 현대 한국어로 번역해 전달하고, 후원자들의 번역실력을 양성해 한국어 철학 문헌을 늘리는 것을 목적으로한다. 또한 서양 철학(미학) 분야 대학(원)생을 대상으로도 장학 사업을 지원하고 있다.
이름은 플라톤의 대화편인 《메논》 80a의 메논의 발언에서 따 온 것이다. 후원자들에게서는 '철학 구몬'이라는 애칭으로도 불린다.

## 역사
2013년 철학 텍스트를 읽기 위한 작은 공부모임을 트위터에서 모집하기 시작한 것이 활동의 처음이다. 공부모임들을 통해 나온 철학 논문들을 정식 출판하려고 했으나, 출판사들로부터 거절을 받은 것을 계기로 2016년 6월부터 출판사를 설립하였다. 이후 2017년 4월의 후원자 수는 약 270명이었으나, 2017년 8월에는 약 400명, 다음달에는 500명 2019년 4월에는 약 1700명으로 크게 증가하였다..
2019년 10월에 후원회원의 수에 제한을 두는 원칙을 발표하고, 2019년 12월분부터의 모든 출판물을 서점, 도서관 등에서 판매하지 않는 비매품으로 전환하였다. 따라서 2019년 11월부터 후원회원의 정수인 약 2천 명이 찼다고 표현했으나, 2023년 현재는 적정 ‘공동체’ 수가 8천 명으로 늘어난 상태다. 2021년 4월 출간물과 택배비 상승에 따라 최저 후원금을 회원과의 논의를 거쳐 13000원으로 조정했다.

## 출간물[9]

### 주요 출간물
- 스탠퍼드 철학백과의 항목들[3]
- 서양 철학의 논문들
- 빈틈없는 철학사
- 독일 근대 철학의 영향력

### 부속 출간물
- 영어 텍스트 읽기를 도와드립니다.
- 설명원고 읽고 가세요
- 도대체 뭐가 문제죠?
- 천 논문도 한 문장부터
- 철학 in da 그래픽[10]
- 여기서 왜들 이러세요

## 장학
전기가오리는 전문적인 철학 연구에 진입함에 있어 경제적 격차가 장애물로 작용하는 것을 문제로 규정했다. 이에 따라 2018년도 하반기부터 철학과 대학생 및 대학원생을 대상으로 장학사업을 진행하고 있다.

## 주 및 참고 문헌
1. 1 2  김미래; 쪽프레스 (2023년 4월 10일). “전기가오리 대표 신우승, 땅에다 발을 대고 걷는다”. 《grds》. grds studio. 2023년 4월 18일에 확인함.
2. 1 2 3  “소개”. 전기가오리. 2019년 12월 21일에 원본 문서에서 보존된 문서. 2019년 12월 21일에 확인함.
3. 1 2 3 4  정의정; 한정구 (2017년 9월 29일). “책은 공부의 결과가 아닌 시작 - 전기가오리” (2017년 10월호). yes24 채널예스. 2019년 12월 21일에 원본 문서에서 보존된 문서. 2019년 12월 21일에 확인함.
4. ↑  “장학”. 전기가오리. 2019년 12월 21일에 원본 문서에서 보존된 문서. 2019년 12월 21일에 확인함.
5. 1 2 3  최원형 기자 (2017년 4월 11일). “더 깊은 ‘시민 철학’ 꿈꾸는 전기가오리”. 한겨레. 2019년 12월 21일에 확인함.
6. 1 2  류진 에디터 (2017년 8월 21일). “독립 출판에 관한 모든 것”. 2017년 9월호호. 코스모폴리탄. 2019년 12월 21일에 확인함.
7. ↑  장은수 대표 (2019년 4월 15일). “학자금 대출 갚으려 e메일로 글 연재해 수만 팬덤 얻은 작가”. 중앙일보. 2019년 12월 21일에 확인함.
8. ↑  philo-electro-ray (2019년 9월 30일). “운영 및 출판 원칙에 변경이 있습니다.”. 전기가오리. 2019년 12월 21일에 원본 문서에서 보존된 문서. 2019년 12월 21일에 확인함.
9. ↑  “후원 | philo-electro-ray”. 2021년 4월 16일에 확인함.[깨진 링크(과거 내용 찾기)]
10. ↑  “철학 in da 그래픽”. 2021년 2월 2일에 확인함.[깨진 링크(과거 내용 찾기)]
11. ↑  “장학”. 2019년 12월 21일에 원본 문서에서 보존된 문서. 2021년 4월 16일에 확인함.